# 童心靜待黎明音樂會
童心靜待黎明音樂會（英語：Save the Children Leon Lai Concert）是香港歌手黎明的慈善音樂會，由德福廣場及地鐵物業管理主辦和贊助，音樂會於1999年1月30日在香港大球場舉行，約有三萬名現場觀眾，是黎明歷年來現場觀眾人數最多的一場演唱會，收益捐給聯合國兒童基金會作慈善用途。

## 背景
《童心靜待黎明音樂會》（又名「救救兒童大球場音樂會」），是「黎明98－99救救兒童慈善活動」的籌款項目之一，1998年10月，黎明以聯合國兒童基金會青年特使身份為《黎明98－99救救兒童慈善活動》籌款，籌款方式包括義賣黎明肖像產品及黎明肖像紀念車票，以及參與「童心靜待之旅」，到巴西探訪當地的街童和雛妓。音樂會的演出地點位於香港大球場，香港大球場的前身為政府大球場，於1994年完成重建，政府原本希望該球場重新啟用後在可用作舉行音樂會的場地，但由於鄰近的跑馬地及大坑居民就噪音問題作出投訴，導致香港大球場自啟用以來甚少舉行演唱活動。

## 製作

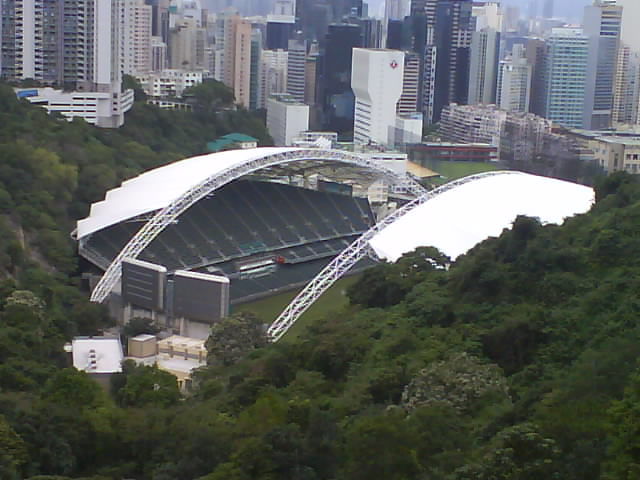
香港大球場是香港的大型戶外多用途康體場地之一（攝於2008年）

《童心靜待黎明音樂會》由聯合國兒童基金會及香港地鐵旗下的德福廣場合辦，於1999年1月30日下午5時30分在香港大球場舉行，由林曉峰、張錦程擔任司儀，表演嘉賓包括歌手張信哲、藝人舒淇，以及數百名兒童合唱團成員，黎明大部份的演出服裝由古馳贊助。音樂會門票連同黎明肖像紀念車票一併出售，每套港幣300元，音樂會收益捐給聯合國兒童基金會作慈善用途。以下是黎明演唱的歌曲名單（不分先後次序）：
- 情深說話未曾講
- 愛你／不愛你
- 難以抗拒你容顏（與張信哲合唱）
- 今生不再
- 我這樣愛你
- 心裡有數
- 對不起，我愛誰
- 大綱與細節
- AHHHHH！！！
- Unplugged Medley Live（最後的戀愛、Try to Remember、Happy 2000）
- 如果可以再見你
- Happy 2000

## 反響
受噪音管制措施影響，主辦單位向現場觀眾派發收音機，而音樂會在晚上7時後聲音明顯變小，連司儀在台上講話都聽不清楚。黎明表示在香港大球場演唱，受噪音管制比較細聲，且覺得現場觀眾的座位太遠，看不到也聽不到演出，而他作為歌手亦擔心唱得太大聲，隨時被終止演唱，他認為香港是大都會城市，需要有好的音樂，而香港大球場有這樣多的限制，歌手舉行演唱會很有困難，並建議政府收集多些民意，找出解決方法，如在假日放寬該場地場的噪音管制，讓音樂活動做得更好。媒體認為香港大球場為了避開噪音問題，多年來只舉行過數次演唱活動，放棄了原定的安排，甚至影響到政府庫房的收入，是愚蠢和官僚的做法，認為政府應就噪音問題尋求真解決的辦法，平衡各方的利益。